# Cerco de Salonica (1422–1430)
O cerco de Salonica entre 1422 e 1430 foi uma tentativa bem sucedida do Império Otomano sob Murade II (r. 1421–1444) para tomar a cidade bizantina de Tessalônica. Inicialmente, o sultão desejava capturar a cidade de modo a punir a dinastia paleóloga por suas tentativas de incitar a rebelião dentre as fileiras otomanas. Para este fim, Murade II lançou cerco ao porto de Tessalônica em 1422. Em 1423, o déspota bizantino Andrônico Paleólogo entregou a cidade para a República de Veneza, que assumiu o ônus de sua defesa (o boato de que foi vendida é sem fundamento).
Os otomanos mantiveram seu bloqueio naval até 1430, quando assaltaram e tomaram a cidade. Os venezianos não perceberam quão cara foi a defesa da cidade, que se estendido por um longo período apesar duma grave fome. Murade II tinha se envolvido em numerosas batalhas com os venezianos, caramânidas e numerosos pretendentes; quando todos foram subjugados, um grande exército foi enviado para a Macedônia e a cidade foi submetida a três dias de pilhagem e destruição após sua captura em 1430. Naquela época, a população da cidade era modesta.